# Цитиколін
Цитиколін (англ. Citicoline, лат. Citicolinum) — природний препарат, що є за хімічним походженням ендогенним нуклеозидом, і є сполукою цитидину та холіну. Для застосування в клінічній практиці цитиколін синтезується за допомогою промислових біотехнологій. Цитиколін може застосовуватися як перорально, так і парентерально. Цитиколін уперше виявлений в організмі людини групою дослідників під керівництвом Юджина Кеннеді у 1955 році, та синтезований у 1956 році, після чого розпочалось його дослідження з метою оцінки застосування для лікування захворювань нервової системи.

## Фармакологічні властивості
Цитиколін — природний препарат, що є по хімічному складу сполукою цитидину і холіну. Механізм дії препарату полягає у стимуляції біосинтезу структурних фосфоліпідів мембран нейронів, інгібуванню фосфоліпаз, що попереджує надмірне утворення вільних радикалів, а також попереджує апоптоз клітин нервової системи. Цитиколін є також донором холіну, який використовується клітинами нервової системи для синтезу нейромедіатора ацетилхоліну та фосфатидилхоліну, і його призначення при захворюваннях центральної нервової системи забезпечує достатній синтез ацетилхоліну із цитиколіну та попереджує пошкодження мембран нейронів, пов'язане із вивільненням фосфатидилхоліну із мембран клітин та його катаболізмом до холіну із подальшим його використанням для синтезу ацетилхоліну. Цитиколін також підвищує синтез іншого компоненту мембран нейронів сфінгомієліну і кардіоліпіну. який є складовою частиною внутрішньої мембрани мітохондрій. Цитиколін при інсульті має здатність обмежувати величину зони ураження головного мозку, попереджувати реперфузійні порушення та покращувати репарацію нейронів; його ефективність при інсультах описана у багатьох клінічних та експериментальних дослідженнях (хоча не усі дослідники погоджуються з даними висновками). Нейропротекторна дія препарату, згідно частини наукових досліджень, зумовлена перерозподілом одного із нейромедіаторів глутамату до ліпідних рафт нейронів, що сприяє швидкому засвоєнню глутамату, і пришвидшує видалення його із синаптичних щілин, що попереджує його накопичення в синаптичних щілинах і можливість виникнення токсичних ускладненнь внаслідок цього явиша. Цитиколін також стимулює неоангіогенез шляхом впливу на шляхи його регуляції, у тому числі ERK-1 та інсулін-рецепторний субстрат-1, посилює нейрогенез та гліогенез, посилює синаптогенез, та впливає на модуляцію нейротрансмітерів. Цитиколін проявляє репаративний ефект не лише при інсультах, а і при травмах головного та спинного мозку, а також при ураженнях мозку при алкоголізмі. Цитиколін також підвищує вивільнення дофаміну, що сприяє покращенню пам'яті та інших когнітивних функцій організму. Цитиколін також попереджує накопичення бета-амілоїду в нервових клітинах, що попереджує розвиток хвороби Альцгеймера. Дофамінергічний ефект препарату дозволяє застосовувати цитиколін у лікуванні паркінсонізму. Позитивний ефект спостерігається також при застосуванні цитиколіну у пацієнтів із захворюваннями очей — глаукомою та амбліопією. Згідно частини клінічних досліджень, при застосуванні цитиколіну спостерігався позитивний ефект у лікуванні хворих алкоголізмом і наркоманією.

### Фармакокінетика
Цитиколін швидко та повністю всмоктується після перорального застосування, біодоступність препарату складає 90 % після перорального застосування, після внутрішньовенного введення біодоступність препарату становить 100 %. Після внутрішньовенного застосування максимальна концентрація цитиколіну в крові досягається менш ніж за 30 хвилин, при пероральному застосуванні спостерігаються два підйоми концентрації препарату в крові — через 1 годину та через 24 години після застосування препарату. Цитиколін швидко метаболізується в печінці та кишечнику до холіну та цитидину, які добре проходять через гематоенцефалічний бар'єр і розподіляються по всіх структурах головного мозку, де проходить ресинтез препарату. Цитиколін проходить через плацентарний бар'єр, даних за виділення препарату в грудне молоко немає. Виводиться препарат із організму переважно із сечею, частково через легені з повітрям, яке видихається, незначна частина метаболітів цитиколіну виводиться з калом. Виведення із організму метаболітів цитиколіну повільне, через 5 діб після введення препарату під час фармакокінетичних досліджень в організмі обстежуваних добровольців виявлено 16 % від введеної дози цитиколіну. Період напіввиведення препарату обрахований у 56 годин по виведенню через легені та 71 годину по виведенні з сечею, який не змінюється при порушеннях функції печінки та нирок.

## Показання до застосування
Цитиколін застосовується при інсультах у гострому та відновному періодах, черепно-мозкових травмах у гострому та відновному періодах, а також для лікування когнітивних порушень при судинних та дегенеративних захворювань головного мозку.
Рекомендації МОЗ України роблять застосування цитиколіну у гостому періоді інсульту дискусійним:

«На теперішній час жодні втручання або засоби з потенційними властивостями нейропротектора (здатністю зменшувати пошкодження або стимулювати відновлення мозку) не мають доведеної ефективності (поліпшення клінічно значущих результатів лікування ішемічного інсульту) і не можуть бути рекомендовані для клінічного використання поза межами наукових досліджень (рівень обґрунтованості A) [AHA/ASA, 2007; ESO, 2008; RCP, 2008; NSF, 2010]».

«В теперішній час відсутні докази ефективності лікування гострого ішемічного інсульту за допомогою нейропротекторних та ноотропних препаратів, препаратів бурштинової кислоти. Введення таких препаратів на догоспітальному етапі не рекомендоване».
Цитиколін неефективний для лікування гострого ішемічного інсульту середньої / важкого ступеня. Це показано авторами багатоцентрового рандомізованого плацебо-контрольованого дослідження ICTUS (від англ. International Citicoline Trial on acUte Stroke), результати якого представлені в журналі «Lancet». Автори мали на меті визначити ефективність цитиколіну для лікування гострого ішемічного інсульту у великому дослідженні з добре спланованим дизайном. Для цього було виконано дослідження в трьох країнах Європи: Німеччині, Португалії, Іспанії. У дослідження були включені дані 2298 пацієнтів.  Автори приходять до висновку, що цитиколін неефективний для лікування гострого ішемічного інсульту середньої або важкого ступеня.

## Побічна дія
При застосуванні цитиколіну побічні ефекти спостерігаються відносно рідко, у проведених клінічних дослідженнях їх частота складала 5 %. Найчастіше спостерігались побічні ефекти з боку травної системи — нудота, блювання, діарея, болі в животі; їх частота, за різними оцінками, становила від 3,6 до 4 %. Побічні ефекти з боку серцево-судинної системи — брадикардія, тахікардія, артеріальна гіпотензія — спостерігались у 0,6 % хворих. Рідше при застосуванні цитиколіну спостерігаються побічні ефекти з боку нервової системи — безсоння, головний біль, головокружіння, збудження, тремор кінцівок, оніміння кінцівок, та алергічні реакції — висипання або свербіж шкіри, вкрай рідко анафілактичний шок.

## Протипокази
Цитиколін протипоказаний при підвищеній чутливості до препарату, при підвищенні тонусу парасимпатичної нервової системи, дітям віком до 18 років. Застосування цитиколіну не рекомендоване при вагітності та годуванні грудьми.

## Форми випуску
Цитиколін випускається у вигляді розчину для внутрішньом'язового та внутрішньовенного застосування по 0,5 та 1 г розчину для перорального застосування у пакетиках по 10 мл із вмістом препарату 1 г і флаконів по 30 мл із вмістом препарату 100 мг/1 мл; та таблеток по 0,5 г.